# Ууситало, Эйно
Эйно Оскари Ууситало (фин. Eino Oskari Uusitalo, 1 декабря 1924, Сойни, Финляндия — 19 марта 2015, Алаярви, Финляндия) —финский государственный деятель, министр внутренних дел (1971, 1976—1982), исполняющий обязанности премьер-министра Финляндии (1981—1982).

## Биография
Родился в семье фермера. В ходе Советско-финская войны (1941—1944) участвовал в боевых действиях на Карельском перешейке. В послевоенное время получил сельскохозяйственное образование. Занимался фермерским бизнесом.
В 1955 г. был избран депутатом финского парламента, в котором до 1983 г. представлял Крестьянский союз, с 1967 г. — Партию Центра. Неоднократно (1956, 1962, 1968 и 1978) выдвигался от своей партии в качестве кандидата на пост президента страны, каждый раз уступая Урхо Кекконену.
Занимал руководящие должности в правительстве Финляндии:
- май-октябрь 1971 г. и 1976—1982 гг. — министр внутренних дел Финляндии,
- 1979—1982 гг. — заместитель премьер-министра,
- 1981—1982 гг. — и. о. премьер-министра Финляндии, в период. когда Мауно Койвисто исполнял обязанности президента страны.

В 1974 г. предлагал сделать вторым Днем независимости дату подписания Московского перемирия (1944), свою инициативу он обосновывал важностью принципа мирного сосуществования.
В 1983 г. принял решение об уходе из политики.